# San Joaquín de Navay (paroisse civile)
Pour les articles homonymes, voir San Joaquin.
San Joaquín de Navay est l'une des quatre paroisses civiles de la municipalité de Libertador dans l'État de Táchira au Venezuela. Sa capitale est San Joaquín de Navay.